# Clytosemia pulchra
Clytosemia pulchra là một loài bọ cánh cứng trong họ Cerambycidae.